# Thamnodynastes hypoconia
O termo “carenada” no nome popular é por causa da quilha (saliência) ao longo das laterais do corpo. É uma espécie de pequeno porte, atingindo 70 cm de comprimento total, que possui o corpo bastante delgado (Giraudo, 2001). A cauda representa entre 20 a 29 % do comprimento total (Giraudo, 2001). Possui dentição opistoglifodonte(*) e sua peçonha causa um pequeno inchaço (edema) e dor no local da mordida (Achaval & Olmos, 2003; obs. pessoal). Quando ameaçada, costuma achatar o corpo dorso-ventralmente e desferir mordidas (Marques et al., 2001; Achaval & Olmos, 2003).

## Hábito de vida
Noturno e semi-arborícola (muitas vezes pode ser encontrada em arvores)

## Ecologia
Ocupa áreas abertas com vegetação baixa e possui hábito semi-arborícola, podendo ser encontrada sobre árvores baixas e arbustos (Marques et al., 2001; Achaval & Olmos, 2003). Possui atividade noturna e alimenta-se de anuros e lagartos (Marques et al., 2001).

## Alimentação
A dieta de T. hypoconia é principalmente anurófaga, mas ocasionalmente, preda lagartos para compor sua dieta.

## Reprodução
É vivípara (não põe ovos como a maioria das serpentes), com ninhadas compostas por 4 a 12 filhotes (Achaval & Olmos, 2003). O ciclo reprodutivo das fêmeas é sazonal, com vitelogênese secundária ocorrendo entre o inverno e a primavera. Os machos apresentaram ciclo contínuo. Aparentemente a cópula ocorre entre o final da primavera e o início do verão, quando foram detectados embriões nas fêmeas e a parturição ocorreu no verão.

## Distribuição geográfica
Endêmica para a América do Sul, no qual ocorre no nordeste, centro-oeste, sudeste e sul do Brasil, Paraguai, Uruguai e Argentina (Franco, 1999, Giraudo, 2001). É uma serpente típica da Mata Atlântica e dos Pampas Gaúchos (campos naturais, ecossistema predominante no Rio Grande do Sul e países confrontantes que caracterizam-se pela presença de uma vegetação rasteira, gramíneas, e pequenos arbustos distantes uns dos outros).

## Habitat
Pode ser encontrada nos estratos mais altos da vegetação forrageando.

## Serpentes opistóglifas
As serpentes opistóglifas, também chamadas de opistoglifodontes, são dotadas de um ou mais pares de presas na região posterior dos maxilares superiores, com canais por onde passa a peçonha. A localização de suas presas dificulta a inoculação do veneno; e, por esse motivo, suas picadas, na maioria das vezes, não causam acidentes sérios.